# IRIS 컨소시엄
지진학 연구기관 통합체(Incorporated Research Institutions for Seismology), IRIS 컨소시엄(IRIS Consortium)은 지진학적 데이터를 수집하고 배포하여 지구 내부를 탐사하는 목적을 가진 대학 연구 컨소시엄이다. IRIS가 다루는 프로그램으로는 학술 연구, 교육, 지진 위험 완화, 포괄적 핵실험 금지 조약 준수 검증 등이 있다. IRIS 컨소시엄은 미국 국립과학재단, 기타 미국 연방기관, 대학 및 민간 재단의 지원을 받는다. 본부는 미국 워싱턴 D.C.에 있다.

## 같이 보기
- 지진학
- 지진계
- 판 구조론

## 참고 문헌
- Smith, S., IRIS – A University Consortium for Seismology, Reviews of Geophysics and Space Physics, Vol. 25, p. 1203, 1986.
- van der Vink GE (1998). “The role of seismologists in debates over the Comprehensive Test Ban Treaty”. 《Annals of the New York Academy of Sciences》 866 (1): 84–113. doi:10.1111/j.1749-6632.1998.tb09148.x.
- Aster, R., Beaudoin, B., Hole, J., Fouch, M., Fowler, J., James, D., and the PASSCAL Staff and Standing Committee, IRIS PASSCAL program marks 20 years of scientific discovery, EOS trans. AGU, 86, 26 April 2005.